# Жеруха звивиста
{{#ifeq:0|0|{{#if:|{{#if:Cardamineflexuosa|[[]}}|}}}}
Жеруха звивиста (Cardamine flexuosa) — вид трав'янистих рослин родини капустяні (Brassicaceae), поширений у Європі, Східній Азії, Північно-Західній Африці. Етимологія: лат. flexuosa — «звивиста, крива, вигнута».

## Опис
Однорічна або дворічна трава 10–30(50) см заввишки. Стебла криволінійні, часто волохаті на основі. Базальна розетка рідко листяна, незабаром висихає; листові пластини (2)4–10(14) см. Листя розетки приблизно однакового розміру. Стеблові листи чергуються, менші. Віночок радіально симетричний, білий, ≈ 0.5 см діаметром; пелюсток чотири, довжиною 2.5–3 мм. Тичинок, як правило, 6, з них 4 довгі та 2 короткі. Плоди — багатонасінні стручки, які відкриваються по довжині, тонкі, плоскі, довжиною 15–25 мм. Насіння коричневе, довгасте або майже квадратне, 0.9–1.5 × 0.6–1 мм.

## Поширення
Північна Африка (Алжир, Марокко), Європа (крім Ісландії), Азія (Китай, Бангладеш, Бутан, Індія, Індонезія, Японія, Кашмір, Корея, Лаос, Малайзія, М'янма, Непал, Пакистан, Філіппіни, Сіккім, Таїланд, В'єтнам). Натуралізована в Австралії й Північній та Південній Америці.
Населяє порушені ділянки, поля, плантації, сади, клумби, газони, узбіччя доріг, пасовища, проточні води, вологі ліси, болота, сухі ділянки, від приблизно рівня моря до 3600 м.
В Україні зростає в лісах, тінистих і сирих місцях — у Карпатах (гора Говерла), рідко; на Поліссі та в Лісостепу, зрідка.

## Галерея

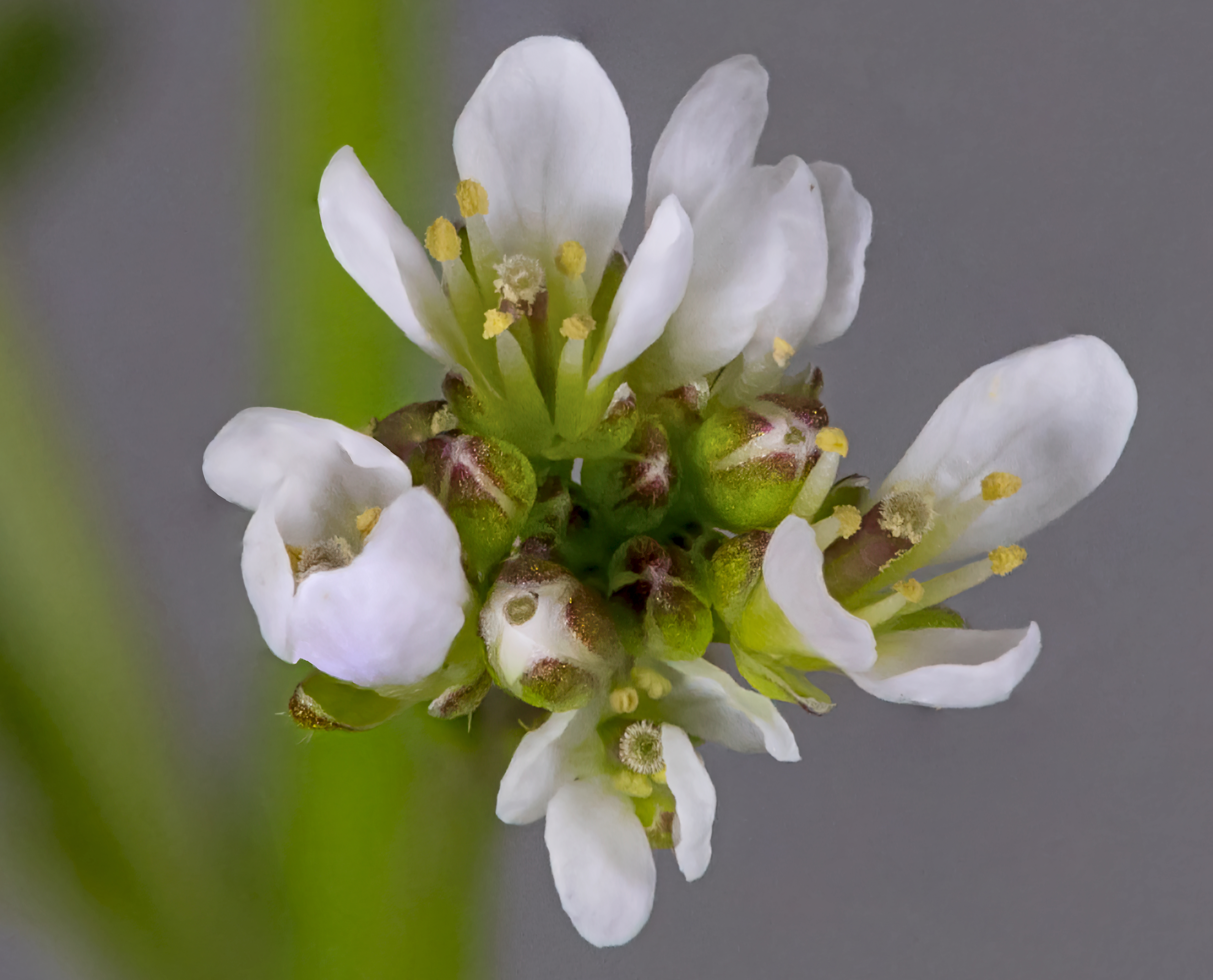
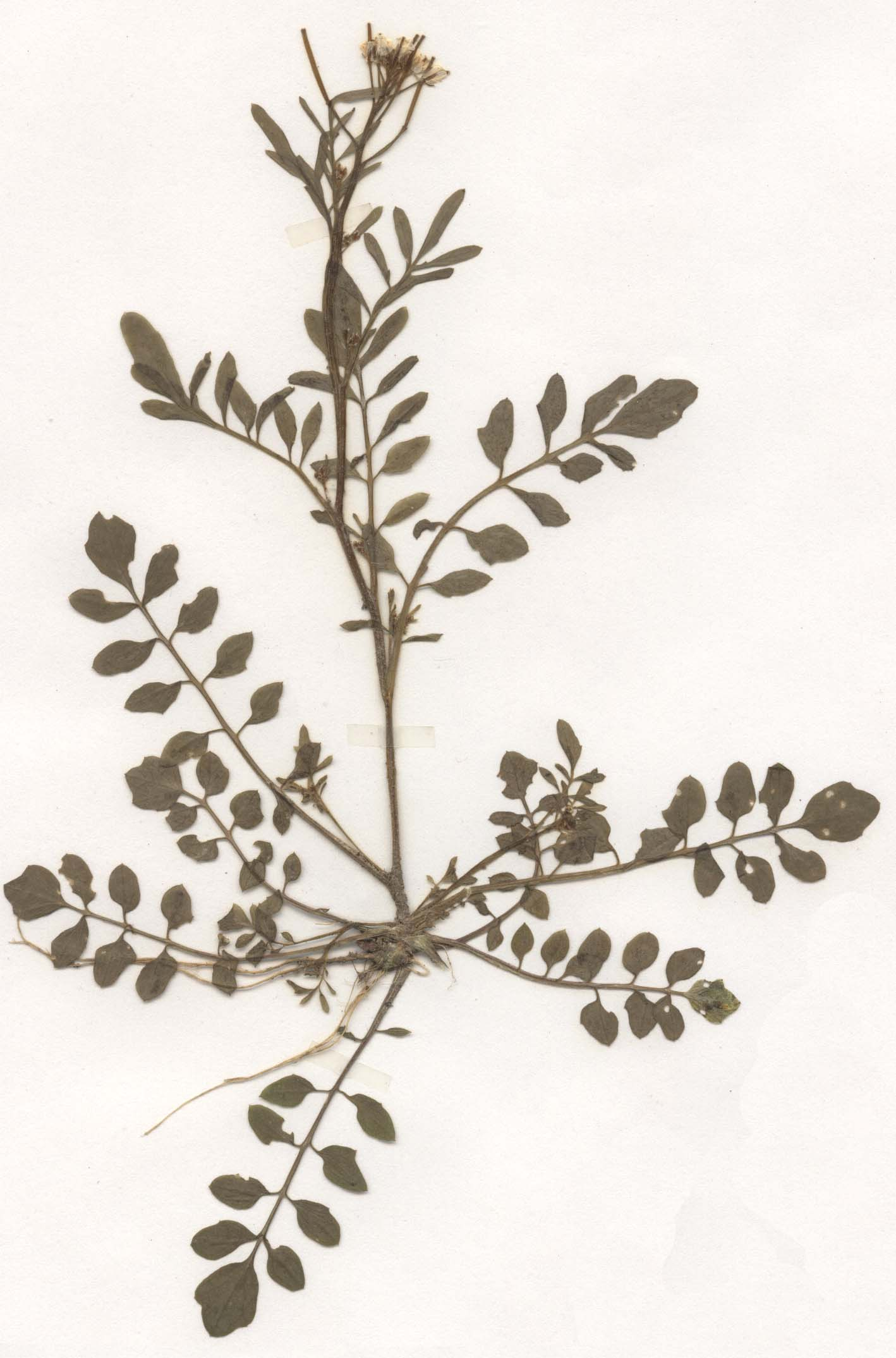
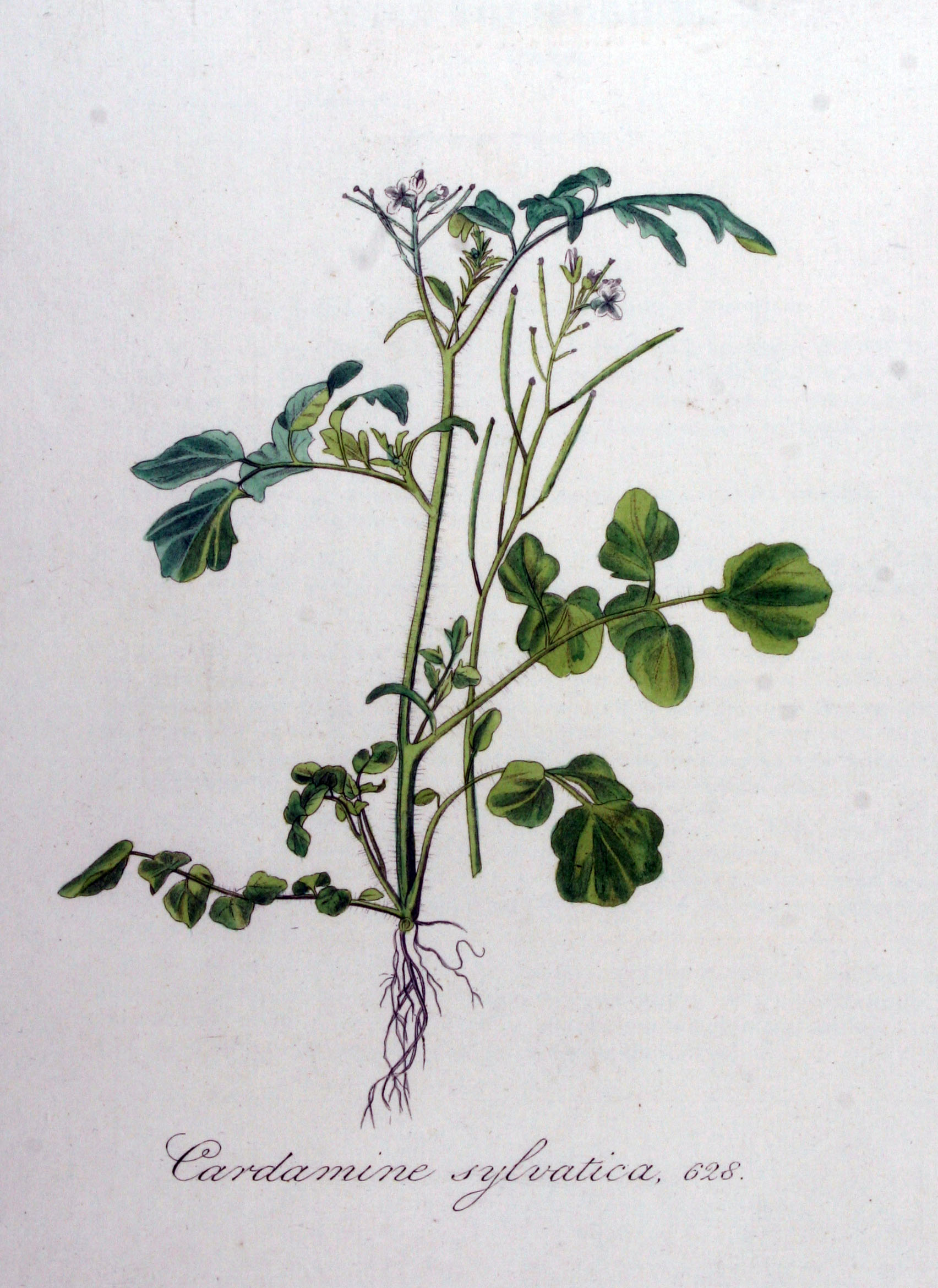